# Desa Sekar (administrativ by i Indonesien, lat -7,43, long 111,75)
Desa Sekar är en administrativ by i Indonesien.   Den ligger i provinsen Jawa Timur, i den västra delen av landet, 600 km öster om huvudstaden Jakarta.